# NGC 4701
NGC 4701 (другие обозначения — UGC 7975, MCG 1-33-15, ZWG 43.34, IRAS12466+0339, PGC 43331) — спиральная галактика (Sc) в созвездии Девы.
Балдж у этой галактики практически отсутствует. Области диска этой карликовой галактики, связанные со старым звёздным населением, простираются на 50″ от центра галактики, в то время как части, связанные с текущим звездообразованием, видимые в голубой и в ультрафиолетовой частях спектра, прослеживаются до 108″ от центра. Нейтральный атомарный водород распределён ещё дальше — до 200″. Вероятно, больший размер молодого и газового диска по сравнению со старым связан с аккрецией холодного газа на галактику. Кривая вращения галактики достигает максимального значения 125 км/с, после протяжённого пологого участка начинает падать с 160″ от центра, так что тёмная материя должна составлять не менее 76% массы галактики.
Этот объект входит в число перечисленных в оригинальной редакции «Нового общего каталога».